# ريجنت ستريت

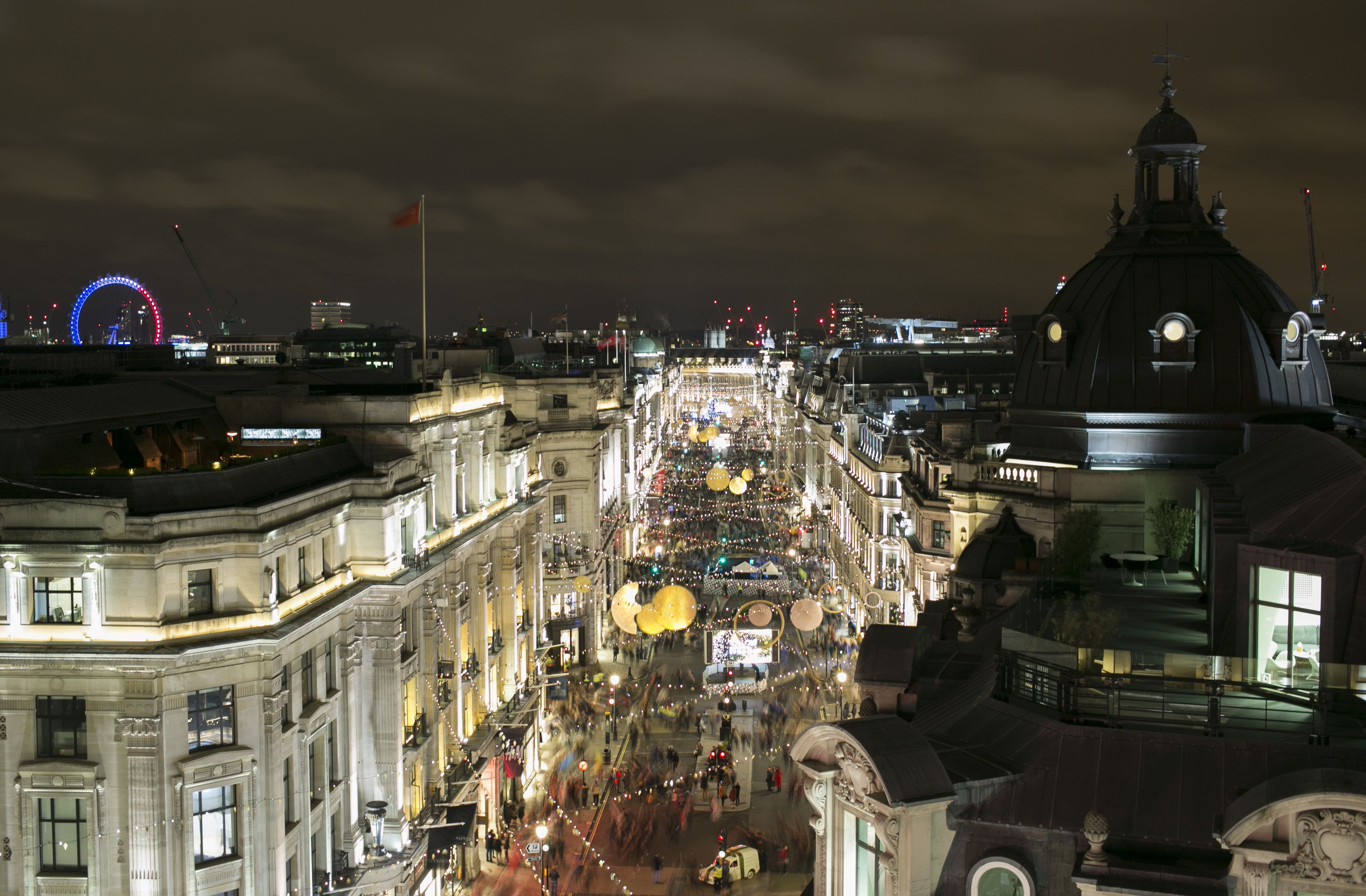
ريجنت ستريت في فترة أعياد رأس السنة.

ريجنت ستريت شارع يقع في منطقة الوست اند في لندن.
يشتهر الشارع بمبانيه العتيقة، بالإضافة إلى نخبة من متاجر الألبسة والأحذية وغيرها، ومن بينها متجر ألعاب الأطفال هامليز «Hamleys» المعروف عالمياً.